# Parysatis (Ehefrau Dareios’ II.)
Parysatis (spätbabylonisch Puru-'-šátiš; altpersisch *Paru-šiyāti-; auf neupersisch Parizad (von Pari, ein Wesen aus der persischen Mythologie, das kein Mensch ist; der weibliche und gutmütige Gegensatz zu Daeva und die iranische Gegenfigur zu Deva in Sanskrit; Namensbedeutung: vielleicht „viel Glück/Freude gewährend“)) war Ende des 5. und Anfang des 4. Jahrhunderts v. Chr. persische Königsgemahlin und Halbschwester von Dareios II.

## Leben
Die Überlieferung über die Handlungen der Parysatis – allesamt griechischen Quellen entnommen – erlauben Einblicke in griechische Vorstellungen, wonach adlige Perserinnen und insbesondere eine Königinmutter großen Einfluss auf die Politik ausüben konnten. Quellen aus dem Perserreich bestätigen, dass Parysatis im Besitz großer Ländereien in Babylonien, Syrien und Medien war. Sie konnte, wie auch andere adlige Frauen im persischen Großreich, wirtschaftlich frei agieren.

### Mitregentin des Königs und Pharaos
Parysatis war die Tochter des persischen Königs Artaxerxes I. und der Babylonierin Andia. Sie heiratete ihren Halbbruder Dareios II. Aus der Ehe gingen 13 Kinder hervor, wie der griechische Geschichtsschreiber Ktesias von Knidos berichtet; angeblich erhielt er diese Auskunft während seines Aufenthalts am persischen Hof von Parysatis selbst. Acht Kinder der Königin starben bereits in jungen Jahren, von den restlichen fünf waren ihre Söhne Artaxerxes II. und Kyros der Jüngere die bedeutendsten. Auf die Regierung ihres Brudergemahls übte sie einen dominanten Einfluss aus.

### Königinmutter
Parysatis bevorzugte ihren jüngeren Sohn Kyros und versuchte, ihn nach dem Tod des Dareios II. (404 v. Chr.) zum neuen König zu machen. Doch konnte Artaxerxes II. als der ältere Bruder den Thron besteigen. Als Kyros verdächtigt wurde, ein Mordkomplott gegen seinen königlichen Bruder geschmiedet zu haben, konnte sie ihn durch verzweifeltes Flehen vor der Hinrichtung bewahren.
401 v. Chr. suchte Kyros sich kriegerisch den Thron zu erobern, fiel aber in der Schlacht bei Kunaxa gegen Artaxerxes II. Parysatis kümmerte sich um die Beisetzung ihres verstorbenen Sohnes und ging – zumindest nach griechischer Darstellung (Hauptüberlieferungsstränge Dinon von Kolophon und Ktesias mit ihren Persika) – mit äußerster Grausamkeit gegen alle vor, die in ihren Augen Schuld an seinem Tod und der Schändung seiner Leiche hatten. Diese griechischen Berichte lassen aber keine Rückschlüsse auf die wirklichen Geschehnisse im persischen Reich nach der Niederschlagung der Usurpation zu.
Die klischeeüberladene Rolle der Parysatis ist von Dinon und Ktesias gestaltet worden, keineswegs handelt es sich hier um einen historischen Bericht. Es gibt abseits dieser dubiosen Überlieferung keine Hinweise auf einen Einfluss adliger Frauen auf die Iurisdiktion oder praktische Politikausübung im Perserreich. Alle in diesem Zusammenhang von Plutarch tradierten Hinrichtungsformen zeichnen sich neben ihrer Grausamkeit vor allem durch ihre Ahistorizität aus.

### Exilzeit und Rückkehr
Es gelang Parysatis nicht, das Leben des spartanischen Heerführers Klearchos und seiner Mitfeldherrn, die 401 v. Chr. für Kyros gekämpft hatten, zu retten, da Stateira, die Gattin des Artaxerxes II., diesen Plan verhinderte. Aus Rache ließ Parysatis daraufhin ihre Schwiegertochter vergiften und musste deshalb für einige Zeit nach Babylon ins Exil gehen. Später durfte sie an den Königshof zurückkehren. Als einer der Gründe für die Hinrichtung des persischen Feldherrn Tissaphernes (395 v. Chr.) werden die Intrigen der Parysatis angegeben, die sich an ihm wegen des Todes des Kyros rächen wollte.

### Besitzungen
Ausgedehnte Güter besaß Parysatis in Babylonien, konnte aber auch Besitzungen am Chalos in Syrien und Dörfer am Tigris in Medien ihr Eigen nennen.